# Isverna
Isverna – wieś w Rumunii, w okręgu Mehedinți, w gminie Isverna. W 2011 roku liczyła 599 mieszkańców.